# Lučica (Serbia)
Lučica (cyr. Лучица) – wieś w Serbii, w okręgu braniczewskim, w mieście Požarevac. W 2011 roku liczyła 2287 mieszkańców.